# あえか
あえか（あえか、2月20日 - ）は、埼玉県春日部市出身の日本の女性シンガーソングライター。福岡県北九州市、埼玉県所沢市、同春日部市育ち。ライブやイベントへの出演を中心に活動しており、みちライブと題する路上ライブを積極的に行っていた。あえかという名は『あえかなり』という古典語からとったもので、「か弱く儚げで美しい様の意」であり本名。身長151.5cm、血液型AB型。
幼少期よりエレクトーン、ピアノ、トロンボーン、フルート等様々な楽器を経験し、大学時代には、仲間と共にオリジナルミュージカルを創り、演じることに没頭し、大学卒業後、カナダへの留学を経て、改めて「日本語の持つ奥深さ」について考えるに至る。
帰国後、英会話講師を経てシンガーソングライターとして活動を開始。澄んだ歌声、日本語の持つ趣き、メッセージ性の溢れる歌詞に社会人を中心にファンが増やしている。埼玉県が協賛するSSM（SaitamaStreetMusician）制度にシンガーソングライターとして登録されている。

## 略歴

### デビューまで
5歳でエレクトーンを習い始め、小1でピアノに転向。中1の時、ウィンドオーケストラ部でフルートを担当。清泉女子大学1年時、親友の山崎バニラと共に放送研究会に入部。同時に二人で早稲田大学ミュージカル研究会に所属。小柄で見かけの似通った二人は、合わせて『清泉s』と呼ばれ、初の作曲・脚本・演出を担当。4年時には、二人ともにFM東京 DJライセンス1級に合格する。
大学卒業後、カナダ留学。帰国後、語学学校にスタッフとして就職。後に子供英語クラスの講師となる。特技のしゃべりを活かして、コールセンターのSVを務める。

### 歌手活動へ
2004年、本格的に音楽の道を志す。11月 クラブ・チッタ川崎にて行われた、新堀ギター音楽院主催のLive Energy '04本選でベスト作詞作曲賞・ベストキーボードプレイヤー賞を受賞。
2006年9月、自主制作によるシングルCD『Thank you/どしゃぶり雨』を発表。同月「KEI-III PRESENTS inter FM RUIDOチャンネル出演争奪!〜江古田 MUSIC RACE」にて2位。
2007年2月 自主制作アルバム『こげ茶色の影たち』発表。11月 イノセントミュージックより1stシングルCD『昨日の夜は…/ 丑三つ時の願い事/ 真夜中のカーテン』を発売。
2008年3月 イノセントミュージック企画「PROJECT U」に参加。アルバム全国リリースに向けての活動を開始。みちライブ会場にて『昨日の夜は…』、1000枚目の販売を達成。3月28日 テレビ朝日の深夜番組『ストリートファイターズ』のストリートミュージシャン投票で全国1位。4月8日 2ndシングルCD『地図／僕の小さな心と自転車』を発売。5月 幕張メッセで3日間開催されたアミューズメント企業主催のイベントに参加。このイベントの為に書き下ろしたイメージソング『空への道』を会場で初披露する。6月27日 みちライブ会場にて『昨日の夜は…』2000枚の販売を達成。7月6日 みちライブ会場にて 『地図／僕の小さな心と自転車』の1000枚目の販売を手渡しにより達成。CD発売以来念願であった「七夕までの3ヶ月間に、このCDを1000枚届ける」という目標を果たす。11月21日 みちライブ会場にて『昨日の夜は…』3000枚の販売を達成。12月4日 3rd.シングルCD『君なんだもの』発売。12月16日 新宿たかのやにて『地図地図／僕の小さな心と自転車』2000枚目の販売を完了し、完売となる。
2009年2月14日 みちライブ会場にて『君なんだもの』1000枚の販売を達成。4月13日 クラブ・チッタ川崎で行われた「PROJECT U」2008ファイナルイベントにて、アルバムCDの予約数1000枚の達成が発表され、同CDの国内全国発売が決定する。6月23日 初の全国リリースアルバムCD『太陽の生まれる場所』の発売日（9月4日）が決定。9月4日 『太陽の生まれる場所』が発売。  
2010年10月10日 4th.シングルCD『暁の列車』発売。
2011年10月31日 北九州市観光大使に任命された。
2012年6月8日 2nd.アルバムCD『光と影』全国リリース。タワーレコード渋谷店総合アルバムチャート1位、オリコンCDアルバム週間ランキング38位を獲得。
2013年1月 あえかNew Year's Concert 2013『Prologue』@Mt.RAINIER HALL SHIBUYA PLEASURE PLEASURE開催。 同日 3rdFullAlbum『プシュケの声』発売。同月7日付のブログで同年9月18日にバップより「メジャー・デビュー決定」と発表。4月 4thフルアルバム『HAPPY! CLOUDY!』発売。9月18日 メジャー1stフルアルバム『時の祈り』発売。TBSラジオ『生島ヒロシのおはよう定食』タイアップソングに抜擢。 FM NACK5にて『木ようの夜は・・・あえかなり。』 （2013年10月 - 2014年3月）放送決定。アルバム収録曲「Myself」が朝日放送『朝だ!生です旅サラダ』10月〜12月のエンディング曲に採用。10月6日 春日部市「かすかべ親善大使」に任命。
2015年に日本コロムビアに移籍、11月4日にアルバム発売。 2017年にamedamaレーベルから「テルースの情景」を発売。
2024年の3月に一般男性と婚約を発表した 。

## 音楽

### 演奏スタイル
自身による作詞・作曲のレパートリーをピアノ、キーボードで弾き語るソロ演奏が中心。音響設備の整ったライブハウスやホールでは、ヴァイオリニストの島田玲をサポートに招いてアコースティックな音色を重視したコラボレーションも行っている。2008年8月から『あえか with 島田玲』というユニット名によるライブ出演も行ったことがある。

### みちライブ
路上で行うライブのことを「何が起こるかわからない未知のライブ」という意味をかけて、みちライブとよんでいる。実際、みちライブでは突然の雨や強風などの天候の変化や、子供、動物のとび入り参加、演奏を聴くために立ち止まる人の数が増えすぎて演奏自体が困難になる等、予想外の現象が起こる。それでも「ひとりでも多くの人に、あえかの音楽を聴いてもらいたい」という本人のポリシーから、イベントやメディアへの出演日以外には、ほとんど毎日のようにみちライブを行っている。2008年3月から特に演奏回数を増やしており、月に20回以上行ったこともある。

### はこライブ
みちライブに対しライブハウスやコンサートホールなどで行うライブを呼称して、はこライブといっている。曲の持つイメージを考慮して、はこライブでしか演奏しない曲もあるため、みちライブとは演奏する曲目が異なっている。

### イベントライブ
デパート等のイベント会場や野外ステージで行うライブはイベントライブと呼んでいる。2008年後半から埼玉県内のデパート、ショッピングモール主催によるイベントに数多く出演しており、地元地域のファンとの交流も積極的に行っている。各イベントへのリピート出演の回数は非常に多い。

## 人物
性格は真面目。子供と犬が好き。折り目正しい大和撫子タイプ。負けず嫌いなところもあり、目標に向かって直向きに情熱を燃やす一面もある。本人は、AB型なので二重人格であるとも言っている。自身のブログでは、冷静な自分と感情的な自分が交互に現れると言っているが、左脳型の冷静な行動が基本となることが多いらしい。

### 趣味・嗜好
松竹芸能のお笑いが大好きで、特にオジンオズボーンを気に入っており、年に数回お笑いのライブを見に出かける。以前には、とんねるず、ラーメンズなども好きだと発言している。
食べ物では、『チョコレート（特にいちご味）』、『アイス（特にコーヒー味）』、『信玄餅』等が好物で、『チョコ』と『信玄餅』を食べているときに幸せを感じる、とMCで語ったことがある。紅茶ではマリアージュフレールの マルコポーロ というブレンドが好みである。嫌いな食べ物は、甘い物としょっぱい物が混在している物。酢豚に入っているパイナップル等は苦手。好きな色はすみれ色とピンク。好きな数字は2とのことである。

### 影響を受けたアーティスト
久石譲の音楽と人間性に感銘を受けており、理想とする「いつまでも変わらないピュアな音楽性」の手本としている。女性アーティストでは、中島みゆき、谷山浩子を尊敬していて、ライブでカバー曲を披露したことがある。中島みゆきの『糸』で歌われる感情・シチュエーションとそっくりな夢を見たというエピソードがあり、曲を聴いた際に深く感動した。谷山浩子の『101人コンサート』はライブの理想の形のひとつではないかと語っている。奥華子の活動スタイルに共感しており、ライブでの『出会い』と人と人との『繋がり』を大事にしているという姿勢だという。ゆず好きで、コンサートにも何度か足を運んでいる。彼らが路上ライブをきっかけに国民的音楽家となった様に、自身もいずれ全国各地で演奏を行い、沢山の人に歌を届けることを目標としている。

### 友人
女流活動弁士で、マルチタレントの山崎バニラは、清泉女子大学1年の時のクラスメートで、それ以来の親友である。二人一緒に清泉女子大学放送研究会に入部し、また同時に早稲田大学ミュージカル研究会にも入部した。ブログには、お互いの最近の様子や、大学時代のエピソードが書かれたりすることがある。2009年8月18日に行われた「あえか1st.FULL ALBUM発売プレコンサート『太陽の生まれる場所』」では、公のステージでは初となる二人の共演が果たされた。

## マスコット・キャラクター
自身のアイデアであり、ラジオ番組『あえかFM amedamaチャンネル』のイメージ・キャラクターともなっているあめだまちゃんというキャラクターが存在する。あめ玉のような球形のボディにつぶらな瞳、はりがねの様な手足と、一本ヘアにリボンというユニークなキャラクターである。みちライブの時に使用しているマイクや、キーボードスタンド、アンプのキャビネットには『あめだまちゃんシール』が貼られている。本人曰く30種類以上はいると述べており、2010年にはあめだまちゃんと自らのシルエットをプリントしたマフラーサイズのタオル『amedamaフラーッタオル』を限定発売。また、イベントや、はこライブに出演する際に同行するステファニーという洋服を着たドリンク・ボトルがいる。

## マスコミ・メディア関連への出演

### レギュラー放送

#### ラジオ
- 『あえかノート』 （2010年5月 - 、毎月第一日曜日18:00〜19:00、フラワーコミュニティ放送）
- 『あえかの｢恋の魔法｣』 （2012年2月 - 、毎週土曜日13:35〜13:45、LOVE FM）
- 『木ようの夜は・・・あえかなり。』 （2013年10月 - 2014年3月）、毎週木曜日25：40〜26：00、FM NACK5）

### メディア関連の主な活動
2008年
4月〜FM K-City かわさきFMにて、『あえかFM amedama-チャンネル』放送開始。ラジオパーソナリティを務める（第1回目ゲスト：チャンベビ）。同月、FM西東京『WEEKLY TOP20』出演。
5月『あえかFM amedama-チャンネル』第2回目放送（ゲスト・山崎バニラ）。NHKさいたま『とれたて音楽たまご』コーナー出演。FMこうのすフラワーラジオ「ハッピー・サンデー」に出演。『あえかFM amedama-チャンネル』第3回目放送（ゲスト：a-style代表 村山伸二郎）。
6月NHK水戸『FM水戸アップデート』・『こんにちはいばらきわいわいスタジオ』に出演。
7月『あえかFM amedama-チャンネル』第4回目放送（ゲスト：伊藤サチコ）。SSM後援『オープンスタイルミュージック戸田（OTODA）』に出演。テレビ埼玉 『ももチャリでGO!』にてイベントライブとインタビューを放映。
8月『あえかFM amedama-チャンネル』第5回目放送（ゲスト：島田玲）。FMこうのすフラワーラジオ「ハッピー・サンデー」に出演。テレビ埼玉 『ももチャリでGo！』にて西武園でのイベントライブの模様を放映。TOKYO FM主催『2DAYS BIG EVENT2008』1日目のライブ『今、見えるもの』に出演。
9月『あえかFM amedama-チャンネル』第6回目放送（ゲスト：劇作家 長田育恵）、横浜FM『Y-Y-Y』（DJ:義家弘介）ゲスト出演。
10月『あえかFM amedama-チャンネル』第7回目放送（ゲスト：堀川ひとみ・あべさとえ）
11月芝浦工業大学FM放送技術研究会主催学園祭企画 FM芝屋『芝浦祭ライブ&ラジオ』に出演。『あえかFM amedama-チャンネル』第8回目放送（ゲスト：GRIMM CLOVER・堀川ひとみ）。ニッポン放送インターネットラジオ『Suono Dolce』出演。
12月『あえかレコ発ライブ あえかFM amedama-チャンネル〜君なんだもの〜（出演者： Viki ・ 二足のサンダル（斉藤恵＋あべさとえ）チャンベビ・あえか（サポート・島田玲）」開催。『あえかFM amedama-チャンネル』第9回目放送（ゲスト：RESISTANCE COMPANY・Viki）。
2009年
1月『あえかFM amedama-チャンネル』第10回目放送（ゲスト：夢来）。テレビ埼玉 『ももチャリでGO!』にて大宮アルシェでのイベントライブの模様を放映。
2月FMこうのすフラワーラジオ「ハッピー・サンデー」に出演。『あえかFM amedama-チャンネル』第11回目放送ゲスト：いわさききょうこ）。
3月『あえかFM amedama-チャンネル』第12回目放送（ゲスト：飯田舞）。
5月『ピーくん presents bayfmフリマパラダイス』に出演。
6月『朝霞市のコミュニティFM』すまいるエフエム76.7MHz 「宮崎奈穂子の今夜も同じ月の下で」に出演。
7月『伊吹唯ネットラジオ』「おかげさまラジオ〜one for all all for one〜」に出演。
8月FMこうのすフラワーラジオ「ハッピー・サンデー」に出演。『あえか1st full album 発売プレコンサート〜太陽の生まれる場所〜（出演者：山崎バニラ・北村優希・みのる・あえか（サポート：島田玲・平松由衣子）』を大宮ソニックシティ小ホールにて開催。
9月5日、音楽専門・衛星デジタルラジオミュージックバード『Brand-new Saturday』9月5日生放送出演・8日深夜ニッポン放送『くり万太郎のオールナイトニッポンR』ゲスト出演。22日RADIOi『I-Stream Gold』・FM AICHI『パラダイスビート』ゲスト出演。FM AICHI『FM AICHI 40th. Anniversary SILVER WEEK SPECIAL ARTIST COLLABORATION at RIVERSIDE MALL』公開収録イベント（10月4日）出演。30日FM浦和『アフタヌーンプラザWednesday』にゲスト出演。
10月28日横須賀エフエム放送（FMブルー湘南）『ミュージックファイル』ゲスト出演。
12月テレビ埼玉「ニュース930」エンディング曲に『僕の小さな心と自転車』が使用。
2010年1月FMこうのすフラワーラジオ「ハッピー・サンデー」に出演。
2013年9月『生島ヒロシのおはよう定食』（TBSラジオ）に出演と主題歌提供。
2016年1月『街の魅力 再発見!ぶらっと♪春日部いわつき』（J:COMチャンネル）出演。
ディスコグラフィ

### シングル
|              | リリース日     | タイトル                     | c/w                                                                                             | 規格   | 販売生産番号 | 備考・注釈 |
| ------------ | -------------- | ---------------------------- | ----------------------------------------------------------------------------------------------- | ------ | ------------ | ---------- |
| （自主制作） | 2006年9月      | Thank you（amedama-chan CD） | どしゃぶり雨                                                                                    | 12cmCD | 番号なし     |            |
| 1st          | 2007年10月26日 | 昨日の夜は…                  | 丑三つ時の願い事/真夜中のカーテン                                                               | 12cmCD | LSCD-7021    | ※完売終了  |
| 2nd          | 2008年4月8日   | 地図                         | 僕の小さな心と自転車                                                                            | 12cmCD | PUCD-8001    |            |
| 3rd          | 2008年12月4日  | 君なんだもの                 | 頑固なLaLaLa/オルゴール                                                                         | 12cmCD | LSCD-8029    |            |
| 4th          | 2010年10月10日 | 暁の列車                     | 笑って泣いて跳んで/光る河                                                                       | 12cmCD | LSCD-1056    |            |
| 5th          | 2011年6月27日  | 信号/がんばれ!顔晴れ!        | 乾杯タイムマシーン                                                                              | 12cmCD | LSCD-1165    |            |
| 6th          | 2014年11月21日 | 瞬きのような願い             | 喜んでくれたらいいな/Merry"Clean Clean"Christmas!!/WITH YOU JOYOUS TIMES ARE HERE (あえか ver.) | 12cmCD | WICD-1404    | ※完売終了  |
| 7th          | 2020年4月26日  | 明日へおいで                 | Blow away/還る時まで                                                                            | 12cmCD | AMCD-1001    |            |
| 8th          | 2021年12月5日  | Blue bird                    | アートにエールを!/Take a break!!                                                                | 12cmCD | AMCD-1002    |            |
| 9th          | 2023年11月05日 | シャッターチャンス           | シャッターチャンス/アートにエールを！                                                           |        | AMCD-1003    |            |
| 10th         | 2024年9月1日   | Blue bird                    | 夢へのドライブ/隣のスプーン                                                                     |        | AMCD-1004    |            |

※ 1stシングル（昨日の夜は…）について、2011年10月19日をもって発売を終了した。
※ 6stシングル（瞬きのような願い）について、完売。

### アルバム
|              | リリース日     | タイトル                | 規格 | 販売生産番号 | 備考・注釈                                 |
| ------------ | -------------- | ----------------------- | ---- | ------------ | ------------------------------------------ |
| （自主制作） | 2007年2月      | こげ茶色の影たち        | CD   | 不明         | 完売                                       |
| 1st          | 2009年9月4日   | 太陽の生まれる場所      | CD   | HOSH-2044    |                                            |
| 2nd          | 2012年6月8日   | 光と影                  | CD   | ASCD-1201    |                                            |
| 3rd          | 2013年1月6日   | プシュケの声            | CD   | ASCD-1307    |                                            |
| 4th          | 2013年4月17日  | HAPPY! CLOUDY!          | CD   | ASCD-1312    |                                            |
| 5th          | 2013年9月18日  | 時の祈り                | CD   | VPCC-81777   | （バップ）メジャー・デビュー・CD           |
| 6th          | 2014年3月7日   | プシュケの声II          | CD   | ASCD-1428    | ファンクラブ限定CD（ファンクラブ入会特典） |
| 7th          | 2014年6月27日  | プシュケの声Ⅲ           | CD   | ASCD-1434    | ファンクラブ限定CD                         |
| 8th          | 2014年9月18日  | 水に映る星              | CD   | ASCD-1431    |                                            |
| 9th          | 2015年1月13日  | プシュケの声Ⅳ           | CD   | ASCD-1548    | ファンクラブ限定CD                         |
| BEST         | 2015年2月19日  | あえかベストⅠ 〜World〜 | CD   | ASCD-1543    | ベスト・アルバム                           |
| BEST         | 2015年2月19日  | あえかベストⅡ 〜Core〜  | CD   | ASCD-1544    | ベスト・アルバム                           |
| 10th         | 2015年7月12日  | le sourire              | CD   | ASCD-1556    | ミニ・アルバム                             |
| 11th         | 2015年11月4日  | あした晴れるかな        | CD   | COCP-39242   | 日本コロムビア移籍初アルバム               |
| 12th         | 2017年5月5日   | テルースの情景          | CD   | BRTW-1033    |                                            |
| 13th         | 2018年12月23日 | Heart Stock             | CD   | BRTW-3004    |                                            |

### DVD & Blu-ray Disc
|     | リリース日     | タイトル                                        | 規格    | 販売生産番号 | 備考・注釈                                                                 |
| --- | -------------- | ----------------------------------------------- | ------- | ------------ | -------------------------------------------------------------------------- |
| 1st | 2011年10月19日 | Sign of the Cross 〜祈り〜                      | DVD     | IRDV-1105    | 2011年8月26日開催の品川教会グローリア・チャペルコンサートのライブDVD。     |
| 2nd | 2014年8月23日  | 優しいしるし                                    | DVD     | ASDV-1410    | 2014年7月23日 日本福音ルーテル東京教会コンサート                           |
| 3rd | 2016年3月13日  | Heartful Message                                | DVD     | ASDV-1614    | 2016年2月14日 バレンタイン&バースデー記念コンサート@音楽の友ホール         |
| 4th | 2018年12月15日 | 愛が叶う場所                                    | DVD     | AMDV-0001    | 2018年2月18日 バースデー記念コンサートat 中央公民館「ウィスかすかべ」講堂  |
| 5th | 2022年9月24日  | 超スペシャルワンマンコンサートwith オーケストラ | DVD     | AMDV-0002    | 2021年5月23日 あえか活動17周年記念コンサート at 春日部市民文化会館大ホール |
| 5th | 2022年11月20日 | 超スペシャルワンマンコンサートwith オーケストラ | Blu-ray | AMBD-0001    | 2021年5月23日 あえか活動17周年記念コンサート at 春日部市民文化会館大ホール |